# Paul Côté
Paul Côté, född 28 januari 1940 i Vancouver, död 19 juli 2013 i Vancouver, var en kanadensisk seglare.
Han tog OS-brons i soling i samband med de olympiska seglingstävlingarna 1972 i München.